# Abadia de Sanch-Inhan
L'abadia de Sanch-Inhan és una antic monestir situat a Sanch-Inhan (Llenguadoc-Rosselló, França), fundat el 826. Durand de Sanch-Inhan va fundar el monestir en un lloc de la diòcesi de Narbona anomenat Holotian, al país de Vernosoubre (llatí Vernaduprense, francès Vernazobre) a la vora d'un rierol de nom Vernosoubre, el qual li havia estat donat liberalment per Lluís el Pietós.
L'església fou dedicada a sant Anià bisbe d'Orleans; el primer abat fou Woica. Durand va cedir el monestir a l'emperador al que va demanar la protecció com altres monestirs de fundació reial; Lluís va acceptar la donació i va confirmar la fundació per un diploma datat a Quiersi-sur-Oise (o Quierzy-sur-Oise) l'1 d'agost del 826, expedit en nom de l'emperador i del seu fill Lotari I. L'establiment fou conegut com a abadia de Sant Anià, abadia de Sanch-Inhan o abadia de Saint-Chinian, i encara existeix prop del lloc del mateix nom, a uns 20 km de Narbona. Alguna vegada es va confondre aquesta abadia amb l'abadia de Sant Llorenç de Vernosoubre no gaire llunyana i la qual li fou unida més tard.
Actualment l'edifici és municipal i hi ha la Mediateca Jules Verne.